# 茨城王
茨城王（イバラキング）は、茨城県常総市（旧・結城郡石下町）在住の青木 智也（あおき ともや）が運営制作するウェブサイトであり、青木自身がメディア出演する際の通称でもある。2004年以降書籍化もされており、『いばらぎじゃなくていばらき』、『続 いばらぎじゃなくていばらき』、『ごじゃっペディア』として、茨城新聞社より刊行されている。

## 人物・来歴
1973年、茨城県石下町生まれ。茨城県立下妻第一高等学校を経て、明治学院大学社会学部卒業。1年半の社会人生活の後、前述の書籍発行や茨城県内のメディア出演等で活動している。

## 作風
作者が在住する茨城県西部のサブカルチャー・風俗・現代的な文物への県民意識を題材にしている。

### マックスコーヒー
マックスコーヒーは東京都足立区周辺から千葉県北部・茨城県南部を主な販売区域として流通している缶入り清涼飲料水（コーヒー）である。当地で生育した作者の少年期の食習慣。 近年、ペットボトルも販売されている。

### 不良少年・暴走族
通常の風俗記事は少年の外見・搭乗車両の特徴･種類をとりあげる程度であるが、実際の少年の出身家庭・その後の身のふり方など長時間の観察を元に解説している。

### 地元企業・自治体との関係
茨城県内にも幅広く展開しているコンビニエンスストアチェーン・ココストア（旧・ホットスパー）と連携し、「週刊イバラキング」のタイトルで県内の行事･風物の紹介をしていた。しかし、ココストアが2015年12月にファミリーマートとの経営統合の結果解散することになり、「週刊イバラキング」が続行不可能となり2015年11月で終了した。
また、県内の各種イベントやラヂオつくばでのレギュラー出演など多岐にわたる。

## 音楽活動
イバラッパーの名で音楽活動もしており、県内各地の様子を表現した作品を作っている。茨城王として2012年に作詞を手がけたことをきっかけに、そこからPCを使った作曲をするようになり「イバラッパー」が誕生した。茨城ロボッツの公式応援ソング「We are ROBOTS」も手がけている。

## 出演番組
- いばキラTV - イバラキングのごじゃっぺハイスクール
- だっぺ帝国の逆襲-茨城放送

茨城について楽しく学んでいくことを趣旨としたバラエティ番組。
コーナーは、国語（茨城弁）、社会（茨城の地理、歴史etc）、音楽（イバラッパー、ご当地ソング）など教科ごとにイバラキングが先生となり、茨城県民として必要な知識を楽しくレクチャーする。